# 페르도나 누에스트로스 페카도스 (멕시코의 텔레노벨라)
《페르도나 누에스트로스 페카도스》(스페인어: Perdona nuestros pecados)는 2023년 방영된 멕시코의 텔레노벨라이다.